# Жуматов, Хамза Жуматович
Хамза́ Жума́тович Жума́тов (15 октября 1912, Акбеттау, Баян-Аульский район, Павлодарская область, Российская империя — 26 мая 1972, Алма-Ата, КазССР, СССР) — с советский и Казахстанский учёный, вирусолог-эпидемиолог, с 1951 г. Заместитель директора Казахского института эпидемиологии, микробиологии и гигиены (КИЭМГ) и по совместительству руководитель лаборатории вирусологии Института краевой патологии АН КазССР (Алма-Ата), доктор медицинских наук (1954), профессор (1958), член-корреспондент Академии медицинских наук СССР (1961), член Высшей аттестационной комиссии (ВАК) при Совете Министров СССР по отделению экспериментальной патологии и микробиологии (1961), академик АН Казахской ССР (1967). Хамза Жуматов создал школу вирусологов Казахстана по общей и частной вирусологии, под его непосредственным руководством опубликовано более 300 научных трудов, в том числе 5 монографий, подготовлено 40 кандидатов и докторов наук.
Хамза Жуматов заслуженный деятель науки Казахской ССР (1960) дважды награжден орденом «Знак почета» (1962, 1967) и Почетной Грамотой Верховного Совета КазССР (1967), лауреат Государственной премии КазССР (1974).

## Биография
Родился 15 октября 1912 года в Акбеттау в семье Жумата Жуматова, спустя шесть лет появился его родной брат — Габбас (1918—2018), участник ВОВ и участник обороны Брестской крепости. Происходил из подрода Айдабол рода Суйиндык племени Аргын Среднего жуза.
В 1937 году окончил Алма-Атинский медицинский институт. В 1937—1944 годах — врач-ординатор, преподаватель Казахского мединститута. С 1944 по 1950 год работал в институте экспериментальной медицины АМН СССР.
В 1951 году избран директором «Казахстанского научно-исследовательского института эпидемиологии и микробиологии МЗ Казахской ССР». Данную должность он занимал до смерти.
Скончался 26 мая 1972 года, похоронен на Кенсайском кладбище.

## Научные работы
Основные научные работы относятся к микробиологии, иммунологии, эпидемиологии, паразитологии и вирусологии.
- Провёл теоретические исследования по молекулярной биологии микровирусов гриппа, изучению состава рибонуклеиновых кислот вирусов человека и животных, этиологию инфекционного гепатита и вирусных болезней растений.
- Исследовал грипп и арбовирусные инфекции в Казахстане.
- Предложил способы защиты от инфекционных вирусов полиомиелита путем вакцинации.

Участник 1-го Международного конгресса патологии инфекционных заболеваний (Лион, Франция, 1956) и 1-го Международного конгресса врачей Африки и Азии (Каир, Египет, 1964). Лауреат Государственной премии Казахстана (1974). Награждён двумя орденами «Знак Почёта».

## Память
- Его именем назван Научный центр гигиены и эпидемиологии имени Хамзы Жуматова

## Членство в организациях
- Член-корреспондент АМН СССР (1961-72)